# Anton Arche
Anton Arche (27. května 1793 Lovosice – 7. listopadu 1851 Kroměříž) byl český architekt, stavitel, stavební rada kroměřížského arcibiskupství.

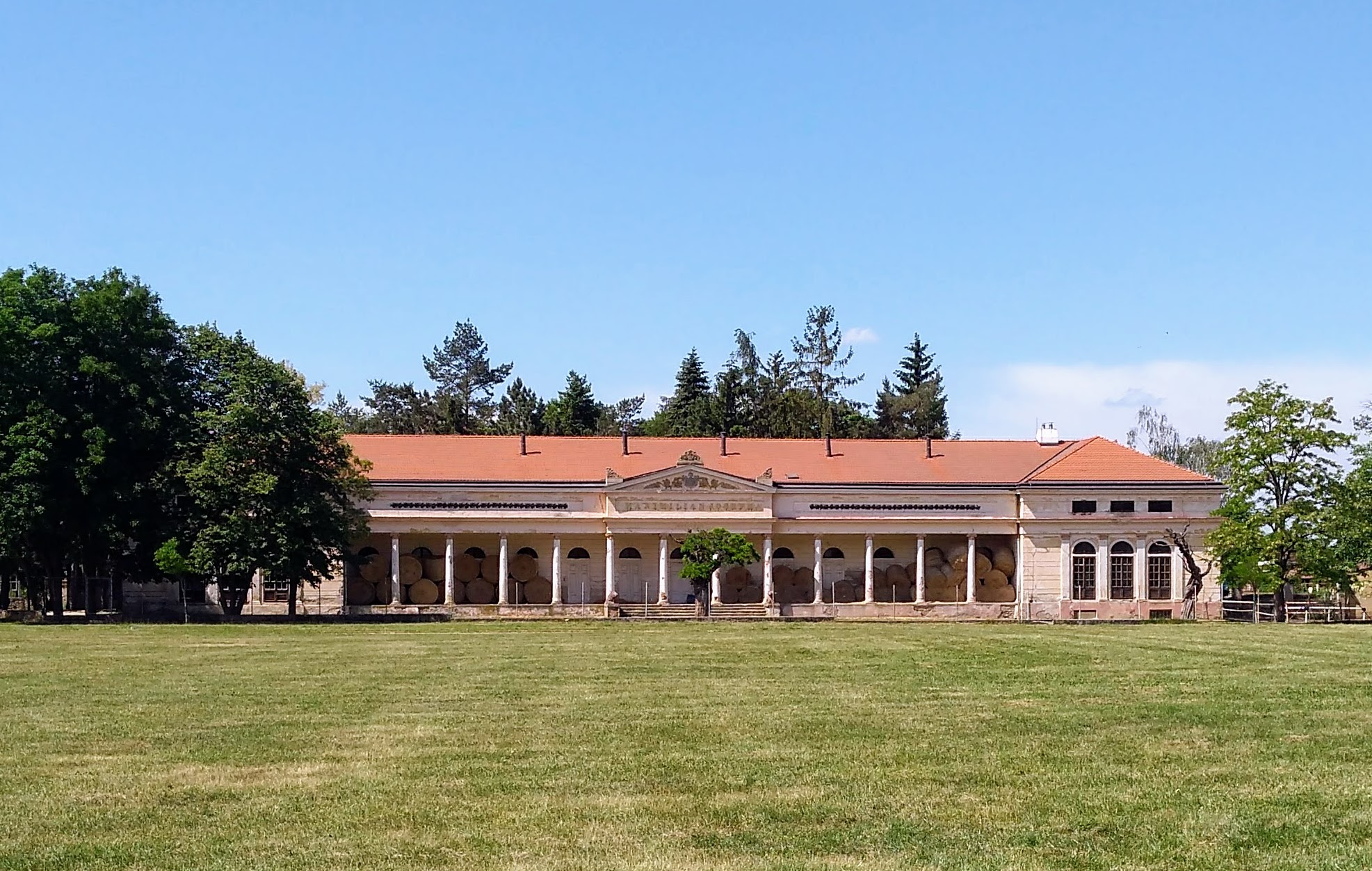
Maxmiliánův dvůr Kroměříž vzorová stavba

## Život
Narodil se jako nemanželské dítě Apoleny Archin. Vystudoval Český královský stavovský polytechnický ústav v Praze. Po studiu pracoval v ateliéru profesora Jiřího Fišera (1768–1828). Od roku 1820 do 1832 působil na zámku Kačina, kde se podílel na dostavbě zámku a úpravě jeho okolí společně s profesorem Fišerem. Podílel na úpravě okolí chotkovského zámku ve Veltrusech. Od roku 1832 na pozvání olomouckého arcibiskupa Ferdinanda Maria Chotka působil v Kroměříži ve stavebním úřadu, kde se roku 1833 stal jeho ředitelem. V roce 1838 byl arcibiskupem Josefem Somerau-Beeckhem jmenován stavebním radou.
Antonín Arche zemřel na choleru 7. listopadu 1851 a pohřben byl o dva dny později. Místo jeho pohřbu je ale nejisté, neboť tou dobou byl cholerový hřbitov již 12 let uzavřen.

## Rodina
Byl ženatý s Henrietou Ginnerovou. Z jejich manželského svazku se 14. ledna 1835 narodil syn Albert, který pokračoval v otcových šlépějích.

## Dílo

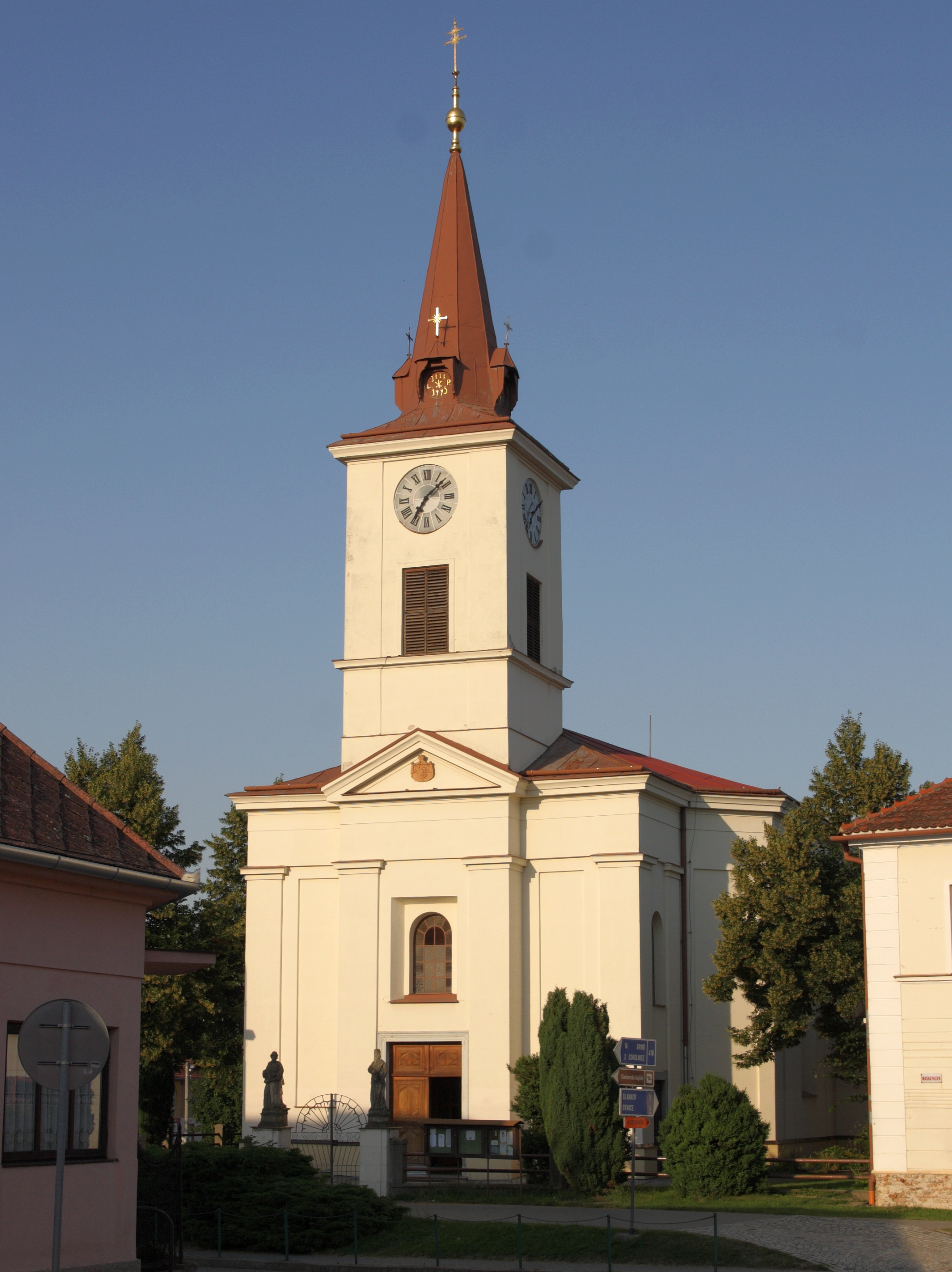
Kostel svatého Petra a Pavla v Újezdě u Brna

Přestavby zámků a kostelů, výstavby vodních mlýnů, obytných a hospodářských budov byly prováděny v empírovém slohu, od třicátých let 19. století používal historizující prvky.
- 1815: vodárna v Troubkách[7]
- 1822–1823: dostavba zámku Kačina[7] krajinářský park[8]
- 1828: vodárna v Lukavici
- 1832: přestavba fary v Březové[7]
- 1834: úprava Podzámecké zahrady Kroměříž
- 1835: kostel Nanebevzetí Panny Marie ve Staré Vsi (romantický historismus)[9]
- 1835–1841: přestavba kněžského semináře Olomouc (klasicistní sloh)[8][10]
- 1837–1853: výstavba pivovaru a lihovaru v Kroměříži[7]
- 1838: splav v Chropyni
- 1838: měšťanská střelnice v Olomouci[11]
- 1839–1841: přestavba dominikánského kláštera v Olomouci na seminář[7]
- 1840: přestavba fary v Jindřichově ve Slezsku[7]
- 1840–1850: úprava kostela sv. Mořice Kroměříž[7]
- 1840–1852: úprava Květné zahrady, Kroměříž[10]
- 1841–1845: Maxmiliánův dvůr Kroměříž, vzorová stavba[10]
- 1842: výstavba pivovaru a lihovaru v Hájově
- 1843: zámek ve Vyškově
- 1844: úprava kostela sv. Mikuláše v Jindřichově ve Slezsku[7]
- 1844: přestavba zámku v Jindřichově ve Slezsku[12]
- 1845: úprava kostela ve Staříči[7]
- 1845: kostel sv. Petr a Pavla v Újezdu u Brna[13]
- 1845–1852: úprava a rozšíření kostela sv. Petra a Pavla v Ratajích[10]
- 1847: zámeček v Chudobíně (neorenesance)[11]
- 1847: přestavba zámečku v Třemešku[11]
- 1848: Maxmiliánův vodovod